# Boyeria cretensis
Boyeria cretensis är en trollsländeart som beskrevs av Peters 1991. Boyeria cretensis ingår i släktet Boyeria och familjen mosaiktrollsländor. IUCN kategoriserar arten globalt som starkt hotad. Inga underarter finns listade i Catalogue of Life.